# Marco Cimatti

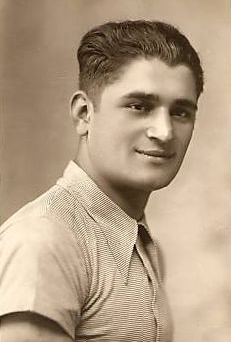
Marco Cimatti

Marco Cimatti (* 13. Februar 1912 in Bologna; † 21. Mai 1982 ebenda) war ein italienischer Radrennfahrer und Olympiasieger im Radsport.

## Sportliche Laufbahn
Cimatti war Teilnehmer der Olympischen Sommerspiele 1932 in Los Angeles. Dort gewann er mit seinen Teamkameraden Nino Borsari, Paolo Pedretti und Alberto Ghilardi die Mannschaftsverfolgung. Im Finale schlugen sie das Team aus Frankreich.
1934 startete er als Unabhängiger, von 1938 bis 1940 war er Berufsfahrer. In seinem ersten Jahr als Profi konnte er das Rennen Giro dell’Emilia gewinnen. 1937 siegte er auf drei Etappen des Giro d’Italia (26. Platz im Gesamtklassement) und bestritt auch die Tour de France, bei der er ausschied. Auch gewann er einen Tagesabschnitt des Etappenrennens Paris–Nizza. Im folgenden Jahr gewann er erneut eine Etappe des Giro. 1939 siegte er im Rennen Milano–Modena.

## Berufliches
Nach dem Zweiten Weltkrieg betrieb Cimatti eine Fahrradfabrik unter seinem Namen und war auch als Sponsor eines Radsportteams tätig.